# コネクションズサービス
コネクションズサービス（英語：Connexions Service、コネクションズ事業とも）とは、イギリスにおいて2001年に開始された13 - 19歳の若者を対象とする包括的支援制度のこと。

## 事業の背景
内閣府社会的排除ユニット (Social Exclusion Unit) が1999年に作成した調査報告書において、就学及び就業していない若者の増加についてその背景として貧困、差別、薬物・アルコール依存症などの問題があるとし、若者の個々の状況に応じた就業支援を軸とした具体的な施策を提言した。
これを受け2000年に教育雇用省 (DfEE; Department for Education and Employment)（当時）内にコネクションズ事業実施のための組織、全英コネクションズ事業局 (CSNU; Connexions ServiceNational Unit) が設置された。
なお、教育雇用省は2001年に廃止。全英コネクションズ事業局は教育技能省 (DfES; Department for Education and Skills) に移管された。